# Sailor Moon R: The Movie
Sailor Moon R: The Movie, sendo seu nome original Pretty Soldier Sailor Moon R The Movie (劇場版 美少女戦士セーラームーンＲ, Gekijouhan Bishoujo Senshi Sailor Moon R) (As Navegantes da Lua R o Filme: A Promessa de uma Rosa (título em Portugal) ) foi o primeiro filme do anime Sailor Moon. Estreou no Japão em 5 de dezembro de 1993, e em Portugal foi lançado em 3 de abril de 2015 no canal Biggs.

## História
Tudo começa com um garotinho (Darien quando era criança) indo em direção a um garoto ruivo no alto de um prédio e com uma rosa na mão. Ele entrega a Rosa para o garoto, que agradece e diz que da próxima vez que eles se encontrarem ela trará muitas flores para retribuir a amizade de Darien. Ele pede que Darien prometa que não se esquecerá da amizade deles. 
Isso foi um flashback de Darien. Ao "acordar" ele estava ao lado de Serena em um tipo de Floricultura e ela estava explicando o significado de uma planta. Ele finge que ouviu tudo e quando olha para Serena, ela estava esperando que ele a beijasse. Darien olha para todos os lados certificando-se que ninguém está olhando e prepara-se para beijar ela. Nisso entre as plantas aparece um olho vermelho espiando a cena... era Rini e as outras garotas esperando Darien beijar Serena. Só que, tentando segurar Rini, que não queria que eles se beijassem, elas fazem barulho e Darien se afasta de Serena silenciosamente. Achando estranho Darien não a ter beijado ainda,ela abre os olhos e dá de cara com uma lagarta! Obviamente Serena entra em Pânico. Detalhe: foram Rini e as outras garotas que aprontaram isso com ela. 
Darien sai daquele lugar pensando na promessa de Infância. Nisso pétalas de Cerejeiras começam a "chover" no céu... Serena e Rini brincam com as pétalas e um jovem ruivo aparece chamando por Darien. Ele diz que cumpriu a promessa e não deixará mais Darien sozinho. Serena não gostou muito da história, principalmente dos atos do jovem (ele pegou na mão do Darien). Ela afasta o cara de perto do Darien e diz que ele não está sozinho, pois ela é a namorada dele. O rapaz fica nervoso e joga Serena no chão, dizendo para Darien que ela um dia ia traí-lo e deixá-lo sozinho novamente. Darien se ajoelha aonde Serena caiu e pergunta se está tudo bem, ela pergunta se aquele cara é um amigo dele. Ele responde que não, com uma cara muito preocupada. O rapaz ruivo diz que mesmo que Darien não cumpra sua promessa ele cumprirá a dele, e desaparece. 
As garotas se reúnem e escutam uma notícia de que um estranho e gigantesco meteoro se aproxima da Terra, mas não chegará a atingi-la. Artemis diz que apesar de não atingir a Terra, ele esteve estudando o meteoro, e descobriu que ele está enviando uma energia muito maligna em direção à Terra, e não é um meteoro comum, pois é como se fosse composto por musgos e tem forma de uma semente. Serena nem prestava atenção, só pensava no Darien e naquele estranho rapaz. As garotas perguntam se Darien não falou nada para ela sobre isso, e ela diz que não, e que não sabe praticamente nada sobre o passado dele. Nisso ela tem um flashback de uma vez que ela dormiu no apartamento de Darien (o filme nos leva a entender isso, já que eles estavam de pijamas) e eles estavam conversando sobre os pais de Darien. Serena estava vendo a foto deles e perguntou se depois do acidente ele cresceu sozinho e independente. Ele diz que sim, que todo esse tempo ficou sozinho, mas a espera de alguém que agora ele sabia que era ela. Ele disse que no fundo sentia que ela sempre estava por perto e um dia eles se encontrariam. Ela diz que agora que eles se encontraram, ela nunca mais irá deixá-lo. 
De volta ao presente, todas saem para dar uma volta e discutir o assunto, quando Rei sente algo muito estranho. Elas encontram inúmeras pessoas caídas no chão. De repente, as pessoas se levantam e começam a atacá-las. Elas descobrem que algumas plantas estavam sugando toda a energia dos humanos e possuindo-os. Rei usa seus mandalas e todas as pessoas caem novamente desacordadas no chão. Amy tenta rastrear a energia maligna e descobre uma planta, reconhecida por Lua e Artêmis como Kisenian. A planta vai em direção à Rini para atacá-la, mas Serena a salva, arremessando-se junto com ela contra o vidro de uma loja. Ambas caem desacordadas. A Flor então transforma-se em uma mulher monstro com pernas em forma de raízes e ataca as Sailors Mercúrio e Marte. Mina e Lita se transformam e as outras duas, fazendo então com que o monstro as ataquem. Enquanto isso, Rini tenta acordar Serena, cutucando o nariz dela com um papel, Serena não acorda. Rini insiste, colocando dois canudinhos de papel no nariz dela e nada. Como última tentativa, ela tampa a respiração de Serena. Um minuto depois Serena acorda e briga com Rini, que tentou acordá-la para salvar as outras Sailors. Quando Serena ia se transformar, Rini a interrompe e agradece por ter salvo sua vida. 
Todas as Sailors estavam tendo sua energia sugada pelo monstro. Com a Tiara Lunar, Sailor Moon consegue soltá-las. Sailor Mercúrio congela o monstro e Sailor Moon usa o Moon Princess Halation, fazendo o monstro desaparecer. Todas acharam que o golpe funcionou, quando Fiore aparece e diz que elas falharam. A Flor estava pequena novamente e em seu peito. Ao ver Sailor Moon, ele a reconhece como Serena e diz que não permitirá que ela engane o Darien e o traia. Quando ele tenta atacá-la, uma rosa o impede, Tuxedo Mask salva Sailor Moon. Fiore inconformado, diz que ela o trai e que todos os seres humanos o abandonaram quando os pais dele morreram. Darien diz que não foi bem assim, mas Fiore não aceita a verdade e tenta matar Serena, lançando vários tentáculos na direção dela. Tuxedo Mask entra na frente e os tentáculos atravessam seu corpo, fazendo ele cair nos braços de Sailor Moon. Fiore fica inconformado por ele ter salvo Serena, que chorava muito e pedia para Darien não morrer. Fiore faz Darien desaparecer dos braços de Sailor Moon e aparecer nos dele, levando-o embora. Serena fica desesperada. 
- - Flashback de Darien**

Acontece o acidente, o carro que Darien e seus pais estavam cai de um penhasco, e no Hospital ele recebe a notícia de que é o único sobrevivente, seus pais estavam mortos. Ele pensa que estava sozinho no Mundo quando Fiore criança aparece e diz que sempre estará ao seu lado. 
- - Fim do Flashback**

Darien acorda e está dentro de um Cristal cheio de um líquido que parecia água. Fiore diz que ele ficará bem, pois o líquido está recuperando suas forças e curando-o. 
Na Terra, todos se reúnem para consolar Sailor Moon e tentar descobrir onde Darien está. Lua conta que na época do Reino Lunar havia muitas histórias sobre a flor Kisenian, mas essa foi a primeira vez que ela viu uma frente a frente. Tudo que ela sabia é que eram flores malignas que se alimentavam de energia. Elas não podiam agir sozinhas, por isso eram parasitas, escolhiam uma pessoa de alma fraca para ser o hospedeiro, controlando sua mente e roubando energia. O único jeito de salvar as pessoas era matar a planta. Mas ela não entendia como essa planta foi parar na Terra. Sailor Mercúrio então diz que já tem uma pista. Ela estava estudando o meteoro, e diz que ele estava mudando a rota para acertar a Terra. Ela também acabou descobrindo que não era um simples meteoro. Era o "planeta" da flor Kisenian e agora tinha a forma de uma flor, não de uma semente. Nesse planeta havia milhões de flores com a mesma energia da que apareceu com Fiore. 
Sailor Moon estava muito triste, nem prestou atenção na conversa das garotas. Ela apenas pensava que nunca mais veria Darien novamente. Rini então ficou furiosa, transforma sua Bola Lua em uma arma e aponta para Serena, dizendo que ela não pode desistir tão fácil, que deveria procurar Darien e Fiore e salvar a Terra. Rini então atira e sai aqueles dardos de brinquedo, que cola na testa de Serena e deseja Boa Sorte. Sailor Moon então levanta e decide procurá-lo, Lua pede para que elas se teleportem para o "planeta" pois provavelmente Darien e Fiore estão lá. Elas usam o teletransporte. Rini, Lua e Artêmis ficam na Terra. 
No meteoro elas sentem uma energia maligna muito forte se aproximado. Elas então usam o Sailor Planet Atack para tentar destruir o monstro, um deles morre. Sailor Mercúrio acha Darien com seu Notebook, mas Sailor Júpiter não deixa Sailor Moon correr até lá, pois poderia ser uma armadilha. Elas então escutam a voz de Fiore, que diz que agora era tarde demais, elas já tinham caído na armadilha assim que pisaram no Planeta das Kisenian. Ele aparece no meio das plantas (o solo do planeta era feito somente de flores). Sailor Moon diz que veio buscar Darien para levá-lo de volta, mas Fiore diz que mesmo se ela salvá-lo não terá para onde voltar, pois o meteoro se chocará com a Terra lançando milhões de plantas Kisenian, que sugarão a vida de todos, não deixando nada nem ninguém vivo, e assim fazendo a Terra sumir. Sailor Marte tenta atacá-lo, mas ele desaparece no meio das flores. Mercúrio vê no Notebook uma energia maligna crescendo e se juntando em volta delas,cercando-as. De cada planta no solo, sai uma maligna, formando um exército. Todas usam seus respectivos golpes, destruindo várias malignas, mas para cada uma que morria, aparecia outra no lugar. As malignas então começam a se juntar, formando uma parede gigantesca de flores. Quando elas iam atacar, as Sailors empurram Sailor Moon para o outro lado, e são enterradas pela onda de flores. Mais uma vez, Sailor Moon fica desesperada, e tenta cavar um buraco nas flores para salvar suas amigas, mas Fiore dizia que era inútil. Ela ia atacá-lo, mas ele a impede e do chão sai todas as Sailors presas a um caule, e caso ela tentasse atacá-lo elas seriam atacadas pela planta. Ele diz que é culpa dela as amigas estarem sofrendo agora. As garotas pedem que ela não se preocupe, que o importante agora é salvar o Darien. 
Sailor Moon joga o cetro no chão e se rende pedindo que Fiore deixe as outra Sailors em paz, pois ela não têm nada a ver com a história. Ela pensa que colocou todas em risco por causa de seus caprichos, ela estava sacrificando todas apenas um amor, estava pensando só nela, sendo egoísta e traindo a amizade de suas amigas. Sailor Marte fica inconformada e pede para ela parar de falar besteiras e lutar pelo Darien já que eles se amam tanto. Mas Serena insiste. Fiore então fica surpreso e se arrepende por um segundo, fazendo as malignas desaparecerem e soltando as Sailors. Ele para pra pensar se o que fez estava certo, mas a flor Kisenian que o controlava diz que ela quer roubar Darien dele e que seu objetivo é tirá-la do caminho. Nisso ela passa a ter controle total sobre a alma de Fiore, e o cabelo dele muda para rosa. Darien quebra o cristal e se solta. Fiore então começa a atacar Sailor Moon e a segura. Todas as plantas Kisenian levantam uma mão e começam a roubar toda a energia do corpo de Serena. Fiore diz a Darien que a culpa é dele e não quer mais ficar com ele, mesmo sabendo que um dia Serena o deixaria e o trairia, e ele ficaria sozinho no mundo novamente. Cada uma das Sailors lembram de suas vidas antes de conhecer Serena, elas eram consideradas estranhas, ninguém se aproximava delas. Elas levantam. 
Serena já não tinha mais energias, e Fiore preparava-se para matá-la definitivamente. Mas as outras Sailors imploram pra ele não fazer isso, pois Serena era a única amiga de verdade delas, ela nunca se importou com o que os outros pensavam e nunca as achou estranhas. Ela sempre foi amiga e companheira. Ouvindo tudo isso, Fiore passa a odiar ainda mais Serena, por ela ser tão amada, e a ataca com tentáculos. Uma luz vermelha passa como se fosse uma flecha. Fiore olha com uma expressão assustada no rosto. O corpo de Sailor Moon em forma de cruz, e nenhum de seus tentáculos a acertou. A luz era a rosa de Tuxedo Mask, que se cravou no peito de Fiore. Darien estava muito fraco ainda e cai, enquanto a Flor Kisenian perdia controlo do corpo de Fiore, pois a "armadura" que ela fez com o próprio corpo envolta de Fiore quebrou. Ela ainda tenta mais uma vez controlar a mente de Fiore dizendo que Tuxedo Mask também o traiu e deve morrer, mas ele começa a lembrar do passado e diz que não pode. Todas as flores que cobriam o meteoro somem, só restando a que estava no corpo de Fiore, mas a velocidade em direção a Terra aumentava, pois o formato de flor do meteoro se desfez, só restando o que seria o "miolo" da flor. Kisenian domina mais uma vez a mente de Fiore e diz que todos eles morreram junto com a explosão do meteoro contra a Terra. Nessa hora, Sailor Moon ainda inconsciente levanta e o Cristal de Prata aparece em seu broche, ela acorda. Todos pedem pra que ela não se sacrifique para salvá-las, mas ela insiste que esse é o dever dela. Ela se preparava para usar toda sua energia no Cristal (usando o mesmo ataque que ela usou contra a Rainha Beryl no final da 1ª temporada), quando Fiore agarra o broche e começa a puxá-lo, fazendo com que ela se destransforme aos poucos. Serena pega no braço de Fiore e começa a mostrar o verdadeiro passado de Darien. 
No Passado Darien criança chorava, quando alguém entra no quarto e segura a mão dele. Era Serena quando criança, que pergunta o porque dele estar triste. Ele conta a história e ela diz para ele não se preocupar, pois ele não está sozinho. Ela diz que logo teria um irmão, pois a mãe dela (a Sra.Ikuko) estava naquele hospital também e ela trouxe flores. Nesse momento, ela dá uma flor à Darien. Fiore aparece na cena e entende que a flor que Darien deu para ele era na verdade de Serena. 
Fim do Passado. 
Fiore solta o broche e Kisenian perde o controle novamente, mas dessa vez, acaba sendo desintegrada. O corpo de Fiore começa a brilhar e some no espaço. Serena ergue o Cristal de Prata e se transforma em Princesa da Lua. Usando toda sua força no Cristal, ela forma uma barreira para que eles não morressem no choque com a atmosfera da Terra, já que o meteoro desintegraria lá. Darien e as outras Sailors se levantam um por um, para tentar ajudar Serena. O meteoro se desfazia aos poucos e Serena perdia as forças, nessa hora, Darien abraça Serena dando seu poder. As Sailors se ajoelham atrás deles e dão as mãos, usando todas suas forças também. Quase não sobrou mais nada do meteoro, quando Serena usa o Poder do Cristal Lunar. Uma bola de energia se forma, mas o Cristal de Prata acaba se quebrando e Serena morre. O meteoro desvia da Terra. 
No telhado da casa dos Tsukinos, Rini, Lua e Artêmis percebem que elas conseguiram salvar a Terra, mas queriam saber se tinham se salvado. Rini estava confiante, falando que Sailor Moon com toda certeza conseguiu. A pedra que sobrou do meteoro ainda vagava na órbita da Terra e as Sailors tentavam fazer Serena acordar, mas ela nem se movia. Todas choram, sem saber o que fazer, Darien a segura nos braços e aperta sua mão. Nessa hora ele vê Fiore, como se ele estivesse entrado num sonho. Fiore diz que em sua busca encontrou uma flor oposta à Kisenian, ela dava vida. Ele pede que Darien a aceite como retribuição e perdão por tudo. 
Ele pede que Darien toque a flor para dar a vida à Sailor Moon. Darien beija a flor no sonho, mas na realidade ele beijava Sailor Moon. O broche dela volta ao normal junto com o Cristal de Prata e ela volta à vida.

## Elenco
| Personagem                  | Seiyūs                                   |
| --------------------------- | ---------------------------------------- |
| Usagi Tsukino (Serena)      | Kotono Mitsuishi                         |
| Mamoru Chiba (Darien)       | Toru Furuya Megumi Ogata (criança)       |
| Rei Hino (Raye)             | Michie Tomizawa                          |
| Ami Mizuno (Amy)            | Aya Hisakawa                             |
| Makoto Kino (Lita)          | Emi Shinohara                            |
| Minako Aino (Mina)          | Rica Fukami                              |
| Luna                        | Keiko Han                                |
| Artemis                     | Yasuhiro Takato                          |
| Chibiusa (Rini)             | Kae Araki                                |
| Fiore                       | Hikaru Midorikawa Tomoko Maruo (criança) |
| Flor Xenian (Flor Kisenian) | Yumi Tōma                                |
| Glycina                     | Wakana Yamazaki                          |
| Campanula                   | Hiromi Nishikawa                         |
| Repórter                    | Mahito Ōba                               |